# Токарёвка (Двуречанский район)
Токарёвка (укр. Токарівка) — село,
Токаревский сельский совет,
Двуречанский район,
Харьковская область, Украина.
Код КОАТУУ — 6321886001. Население по переписи 2001 года составляло 501 (242/259 м/ж) человек.
Являлась до 2020 года административным центром Токарёвского сельского совета, в который, кроме того, входили сёла
Добролю́бовка,
Ме́чниково и
Петро́вское.

## Географическое положение
Село Токаревка находится в 3-х км от истоков реки Ольшана, в 2-х км от сёл Петровское и Добролюбовка.
Возле села небольшой садовый массив.

## История
- 1925 — дата основания.

## Экономика
- В селе при СССР была молочно-товарная ферма.
- «Токаревское», сельскохозяйственное ООО.
- Филиал ООО «Лотуре-Агро».
- «Дружба», сельхозпредприятие.
- «Нива», сельскохозяйственное ЗАО.

## Объекты социальной сферы
- Токаревский детский сад.
- Школа.
- Клуб.

## Достопримечательности
- Братская могила советских воинов РККА. Похоронены 10 павших воинов.

## Известные люди
- В селе родился Герой Советского Союза Алексей Ковалёв.